# 1995 en sport
Cet article présente les faits marquants de l'année 1995 en sport.

## Multisports
- 15 décembre: publication de l'arrêt Bosman.

## Automobile
- 17 janvier : l'écurie britannique Lotus abandonne la compétition automobile.
- 25 janvier : Carlos Sainz s'impose sur le rallye Monte-Carlo sur une Subaru.
- mai : Jacques Villeneuve gagne les 500 miles d'Indianapolis sur une Reynard-Ford.
- 17/18 juin : McLaren-BMW remporte les 24 heures du Mans avec les pilotes Yannick Dalmas, JJ Lehto et Masanori Sekiya.
- 22 octobre : Michael Schumacher remporte le Championnat du monde de Formule 1 au volant d'une Benetton-Renault.
- 22 novembre : Colin McRae remporte le championnat du monde des rallyes sur une Subaru.

## Baseball
- 9 mars : la Ligue majeure de baseball annonce la création de deux nouvelles franchises : les Diamondbacks de l'Arizona, établis à Phoenix, débuteront dans la Ligue nationale en 1998, et les Rays de Tampa Bay, établis à St. Petersburg, débuteront en Ligue américaine la même année.
- 2 avril :  fin de la grève des joueurs des Ligues majeures de baseball après 232 jours de conflit et reprise des activités le 25 avril.
- Les Braves d'Atlanta remportent la Série mondiale sur les Indians de Cleveland.
- Cal Ripken joue sa 2131e partie consécutive, battant le record de Lou Gehrig.
- Finale du championnat de France : Montpellier vainqueur

## Basket-ball
- 15 mars : le CJM Bourges (France) remporte la Coupe Ronchetti face aux italiennes de Parme.
- 19 mars : Michael Jordan revient sur les parquets de la NBA après avoir annoncé sa retraite.
- 22 mars : Coupe des Champions féminine : Côme (Italie) remporte l'épreuve en battant Valence (Espagne) en finale, 64-57.
- avril : le CJM Bourges remporte son premier titre de champion de France féminin.
- 13 avril : Euroligue : Real Madrid (Espagne) bat Olympiakos (Grèce) en finale, 73-61.
- 16 mai : Antibes est champion de France masculin.
- 14 juin : les Rockets de Houston remportent le titre NBA contre le Magic d'Orlando par 4 à 0.
- 2 juillet : la Lituanie gagne le championnat d'Europe.

## Cyclisme
- 12 mars : le Français Laurent Jalabert remporte la course à étapes Paris-Nice.
- 9 avril : l'Italien Franco Ballerini enlève le Paris-Roubaix.
- 4 juin : le Suisse Tony Rominger remporte le Tour d'Italie.
- 18 juillet : l'italien Fabio Casartelli se tue pendant le Tour de France dans la descente du col de Portet d'Aspet.
- 23 juillet : l'espagnol Miguel Indurain remporte son cinquième Tour de France consécutif.
  - Article de fond : Tour de France 1995
- 24 septembre : le Français Laurent Jalabert s'impose sur le Tour d'Espagne.
- 8 octobre : l'espagnol Abraham Olano champion du monde sur route sur la course en ligne.
- Le Français Laurent Jalabert remporte le classement final UCI 1996.

## Football
- 10 mai : le Real Saragosse remporte la Coupe d'Europe des vainqueurs de coupes contre Arsenal sur un but extraterrestre en toute fin de prolongation.
- 17 mai : Parme AC remporte la Coupe UEFA face à la Juventus.
- 24 mai : l'Ajax Amsterdam gagne la Ligue des champions en s'imposant en finale face au Milan AC (1-0).
- 19 mai : le FC Nantes est assuré du titre de champion de France.
- 18 juin : l'équipe de Norvège de football féminin soulève la Coupe du monde féminine face à l'équipe d'Allemagne de football féminin (2-0).

## Football américain
- 29 janvier : les San Francisco 49ers remportent le Super Bowl XXIX face aux San Diego Chargers, 49-26. Article détaillé : Saison NFL 1994.
- 17 juin : NFL Europe, World Bowl III : Francfort Galaxy (Allemagne) 26, Amsterdam Admirals (Hollande) 22.
- Finale du championnat de France : Argonautes Aix bat Castors-Sphinx Plessis.
- Eurobowl IX : Dusseldorf Panthers (Allemagne) 21, London Olympians (Angleterre) 14.

## Football australien
- Carlton gagne le championnat AFL.

## Golf
- Mai, Masters : victoire de Ben Crenshaw.
- Juin, US Open : victoire de Corey Pavin.
- Juillet, British Open : victoire de John Daly.
- Août, PGA Championship : victoire de Steve Elkington.

## Hockey sur glace
- Les Devils du New Jersey remportent la Coupe Stanley face aux Red Wings de Détroit (4-0).
- Coupe Magnus : Rouen champion de France.
- Kloten champion de Suisse.
- La Finlande remporte le championnat du monde.
- Les Nordiques de Québec déménage a Denver au Colorado pour devenir la franchise de l'Avalanche du Colorado.

## Roller in line hockey
- Création du championnat de France

## Rugby à XIII
- 2 mai : à Narbonne, Pia remporte le Championnat de France face à Saint-Estève 12-10.
- 27 mai : à Perpignan, Saint-Estève remporte la Coupe de France face à Pia 28-8.
- 28 octobre : L'Australie remporte la Coupe du monde de rugby à XIII.
  - Article de fond : Coupe du monde de rugby à XIII 1995

## Rugby à XV
- 18 mars 1995 : le XV d'Angleterre remporte le Tournoi des Cinq Nations en signant un Grand Chelem.
  - Article détaillé : Tournoi des Cinq Nations 1995
- 8 avril 1995 : le XV de France bat le XV de Roumanie à Bucarest.
- 6 mai 1995 : le Stade toulousain est champion de France.
- 24 juin 1995 : le XV d'Afrique du Sud remporte la Coupe du monde en s'imposant en finale face aux All-Blacks, 15-12, après prolongations.
  - Article détaillé : Coupe du monde de rugby 1995

## Ski alpin
- Coupe du monde
  - L'Italien Alberto Tomba remporte le classement général de la Coupe du monde.
  - La Suissesse Vreni Schneider remporte le classement général de la Coupe du monde féminine.

## Tennis
- Open d'Australie : Andre Agassi gagne le tournoi masculin, Mary Pierce s'impose chez les féminines.
- Tournoi de Roland-Garros : Thomas Muster remporte le tournoi masculin, Steffi Graf gagne dans le tableau féminin.
- Tournoi de Wimbledon : Pete Sampras gagne le tournoi masculin, Steffi Graf s'impose chez les féminines.
- US Open : Pete Sampras gagne le tournoi masculin, Steffi Graf gagne chez les féminines.
- Les États-Unis gagnent la Coupe Davis en s’imposant en finale 3-2 face à la Russie.
  - Article détaillé : Coupe Davis 1995
- Pete Sampras termine n°1 mondial chez les hommes et Steffi Graf chez les femmes.

## Voile
- Team - New-Zealand gagne la Coupe de l'America.

## Volley-ball
- L'Italie remporte le championnat d'Europe en s'imposant en finale face aux Pays-Bas, 3 sets à 2.
- Première Coupe de Slovénie de volley-ball féminin.

## Naissances
- 5 février : Adnan Januzaj, footballeur belge.
- 13 février : Georges-Kévin Nkoudou, footballeur français.
- 2 mars :
  - Miguel Andújar, joueur de baseball dominicain.
  - Paul Hill, joueur de rugby anglais.
- 8 mars : Ouidad Sfouh, boxeuse algérienne
- 29 mars : Kristina Tomić, taekwondoïste croate.
- 3 mai : Iliass Ayanou, joueur néerlandais de futsal.
- 9 juin : Walide Khyar, judoka franco-marocain.
- 12 juillet : Amandine Buchard, judoka française.
- 13 juillet : Sandie Toletti, footballeuse française
- 15 juillet : Carlotta Nwajide, rameuse allemande.
- 17 juillet : Ymkje Clevering, rameuse néerlandaise.
- 2 août : Kristaps Porziņģis, basketteur letton.
- 17 août : Adam Schriemer, joueur canadien de volley-ball.
- 14 septembre : Sim Jae-young, taekwondoïste sud-coréenne.
- 16 septembre : Aaron Gordon, basketteur américain.
- 15 octobre : Jakob Pöltl, basketteur autrichien.
- 5 novembre : Kadeisha Buchanan, joueuse de soccer canadienne.

## Décès
- 2 janvier : Gérard Simond, joueur professionnel français de hockey sur glace. (° 11 mai 1904).
- 8 janvier : Carlos Monzon, 53 ans, boxeur argentin. (° 7 août 1942).
- 21 janvier : Philippe Casado, 30 ans, cycliste français.
- 2 février : Fred Perry, 85 ans, joueur de tennis anglais.
- 15 février : Sergio Bertoni, 79 ans, footballeur italien. (° 23 septembre 1915).
- 13 mars : Paul Kipkoech, 33 ans, athlète kényan.
- 25 mars : John Hugenholtz, 80 ans, concepteur de circuits automobiles néerlandais, designer des circuits de Jamara (Espagne), Zandvoort (Pays-Bas) et Suzuka (Japon). (° 31 octobre 1914).
- 2 avril : Henri Guérin, 73 ans, footballeur, puis entraîneur français, sélectionneur de l'équipe de France de 1964 à 1966. (° 27 août 1921).
- mai : Stefan Kovacs, 74 ans, entraîneur de football roumain.
- 30 mai : Ted Drake, 82 ans, footballeur anglais. (° 16 août 1912).
- 21 juin : Jacques Goddet, 90 ans, fondateur du quotidien sportif français L'Équipe.
- 3 juillet : Pancho Gonzales, 67 ans, joueur de tennis américain. (° 9 mai 1928).
- 9 juillet : Pierre Lacaze, 61 ans, joueur de Rugby à XV puis de Rugby à XIII français.
- 17 juillet : Juan Manuel Fangio, 84 ans, pilote automobile argentin, cinq fois champion du monde de Formule 1, en 1951, 1954, 1955, 1956 et 1957. (° 24 juin 1911).
- 18 juillet : Fabio Casartelli, 25 ans, cycliste italien, champion olympique sur route aux jeux de Barcelone en 1992, lors d'un accident mortel pendant le Tour de France. (° 16 août 1970).
- 22 juillet : Harold Larwood, 90 ans, joueur de cricket anglais. (° 14 novembre 1904).
- juillet : Sergueï Schupletzov, skieur de bosses russe, 25 ans
- 10 août : Marie Dollinger, 84 ans, athlète allemande, (° 28 octobre 1910).
- 13 août : Mickey Mantle, 63 ans, joueur de baseball américain. (° 20 octobre 1931).
- 15 septembre : Gunnar Nordahl, 74 ans, footballeur suédois.
- 20 novembre : Sergueï Grinkov, 28 ans, patineur artistique russe.